# Simón Radowitzky
Simón Radowitzky (10 września lub 10 listopada 1891 w Stepaniwce koło Kamieńskiego, zm. 29 lutego 1956 w Meksyku) – argentyński anarchista żydowskiego pochodzenia, wykonawca zamachu na szefa policji Buenos Aires.

## Życiorys
Urodził się 10 listopada 1891 w Stepaniwce na Ukrainie w rodzinie żydowskiej. W ruchu anarchistycznym działał już na terenie ówczesnej Rosji. Postrzelony przez kozaków w czasie protestu, prześladowany w wyniku represji, które spotkały anarchistów po rewolucji 1905 roku, zmuszony został do emigracji, by po wielu perypetiach osiąść w Argentynie.
Pracował w przemyśle metalurgicznym, działał w ruchu robotniczym. 14 listopada 1909 z okrzykiem Niech żyje anarchia! rzucił bombę w karetę szefa policji w Buenos Aires, pułkownika Ramona L. Falcon, odpowiedzialnego za masakrę pierwszomajowej manifestacji anarchistycznej w tymże roku (zginęło 8 osób).
W wyniku wybuchu śmierć ponieśli Falcón oraz jego sekretarz Juan Alberto Lartigau. Radowitzky próbował popełnić samobójstwo, został jednak pochwycony i skazany na karę śmierci, która ze względu na jego młody wiek (18 lat) została zamieniona na dożywocie w obozie koncentracyjnym w Ushuaia na Ziemi Ognistej.

### Uwięzienie
Od tego czasu znajduje się w celi cierpień; więźniów wsadza się do worka dwu metrowego lochu, gdzie się ich trzyma miesiącami, a naczelnicy sadyści znęcają się nad nimi w nieludzki sposób. W całej Argentynie mówią z drżeniem o tym piekle w Patagonii. - tak w 1928 pisało pismo Walka w materiale na rzecz uwolnienia Radowitzky'ego.
Mimo straszliwych warunków panujących w obozie i gruźlicy Radowitzky nie poddawał się i 7 listopada 1918 uciekł, lecz po miesiącu został schwytany w Chile i odesłany do Ushuaia.
Argentyński ruch robotniczy walczył o jego uwolnienie - organizując strajki pod hasłem: Wolność dla Radowitzky'ego. W tym czasie znany on już był jako święty z Ushuaia lub męczennik anarchii. Do walki przyłączyło się również Międzynarodowe Stowarzyszenie Robotnicze.

### Uwolnienie
Międzynarodowe naciski społeczne odniosły rezultat i po przeszło 20 latach niewoli 14 kwietnia 1930 Radowitzky został w ramach łaski uwolniony przez prezydenta Irigoyena i mógł wyemigrować do Urugwaju, gdzie natychmiast został uwięziony. Stamtąd wkrótce wyruszył do Hiszpanii by walczyć w rewolucji anarchistycznej 1936 roku. Po zwycięstwie wojsk gen. Franco, ponownie został zmuszony do emigracji.
Dopiero w 1940 osiedlił się w Meksyku, gdzie pozostał do końca życia, wspierając międzynarodowy ruch anarchistyczny. Zmarł 29 lutego 1956 na zawał serca w mieście Meksyku.